# Tony Esposito (lední hokejista)
Tony Esposito, plným jménem Anthony James „Tony O“ Esposito (23. dubna 1943, Ontario, Kanada – 10. srpna 2021) byl kanadsko-americký (reprezentoval obě země) hokejový brankář. Je členem Hokejové síně slávy NHL. U příležitosti 100. výročí NHL byl v lednu 2017 vybrán jako jeden ze sta nejlepších hráčů historie ligy. Jeho bratr Phil Esposito je bývalý hokejový útočník.

## Klubová kariéra
Vyrůstal v Sault Ste. Maria v Ontariu a jako junior hrával za místní klub Greyhounds. V seniorské kategorii odehrál čtyři sezóny v univerzitní soutěži WCHA za Michigan Tech Huskies, následně jeden rok za Vancouver Canucks, kteří tehdy hrávali ve Western Hockey League (minor pro). V NHL debutoval v sezóně 1968/69 za Montreal Canadiens, odehrál však jen 13 utkání a většinu roku chytal za Houston Apollos v Central Hockey league. S Montrealem dosáhl na Stanley Cup, převážně v roli náhradního gólmana. Vzhledem k velké konkurenci na svém postu byl klubem poté uvolněn a stal se hráčem Chicago Black Hawks (jak se tehdy klub přesně nazýval), kde hned v první sezóně zazářil. Dosáhl vynikající průměr 2,17 inkasovaného gólu na zápas a vytvořil nový rekord NHL v počtu zápasů bez obdržené branky (15). Za tyto výkony mu byla udělena Calder Memorial Trophy pro nejlepšího nováčka sezóny a Vezina Trophy pro nejlepšího brankáře. V Chicagu odehrál celkem 15 sezón, než v roce 1984 ukončil kariéru. Stanley Cup s Chicagem nezískal, ale v letech 1971 a 1973 se jeho tým probojoval do finále, kde podlehl v obou případech Montrealu. V letech 1981 až 1984 zastával funkci prezidenta Hráčské asociace NHL (NHLPA).

## Reprezentační utkání
Byl nominovál do reprezentace Kanady k utkáním proti Sovětskému svazu v rámci Série století v roce 1972. Ze tří kanadských brankářů dosáhl nejnižšího průměru obdržených gólu na zápas. V roce 1977 hrál za Kanadu na mistrovství světa. Jako naturalizovaný Američan reprezentoval také Spojené státy americké na Kanadském poháru v roce 1981.

## Statistiky

### Statistiky v základní části
| 1968–69                | Montreal Canadiens | NHL         | 13  | 2.74 |      | 5   | 4   | 34   |      | 2  | 746    |
| 1969–70                | Chicago Blackhawks | NHL         | 63  | 2.17 |      | 38  | 17  | 136  |      | 15 | 3763   |
| 1970–71                | Chicago Blackhawks | NHL         | 57  | 2.27 |      | 35  | 14  | 126  |      | 6  | 3325   |
| 1971–72                | Chicago Blackhawks | NHL         | 48  | 1.77 |      | 31  | 10  | 82   |      | 9  | 2780   |
| 1972–73                | Chicago Blackhawks | NHL         | 56  | 2.52 |      | 32  | 17  | 140  |      | 4  | 3340   |
| 1973–74                | Chicago Blackhawks | NHL         | 70  | 2.04 |      | 34  | 14  | 141  |      | 10 | 4143   |
| 1974–75                | Chicago Blackhawks | NHL         | 71  | 2.75 |      | 34  | 30  | 193  |      | 6  | 4219   |
| 1975–76                | Chicago Blackhawks | NHL         | 68  | 2.97 |      | 30  | 23  | 198  |      | 4  | 4003   |
| 1976–77                | Chicago Blackhawks | NHL         | 69  | 3.45 |      | 25  | 36  | 234  |      | 2  | 4067   |
| 1977–78                | Chicago Blackhawks | NHL         | 64  | 2.63 |      | 28  | 22  | 168  |      | 5  | 3840   |
| 1978–79                | Chicago Blackhawks | NHL         | 63  | 3.27 |      | 24  | 28  | 206  |      | 4  | 3780   |
| 1979–80                | Chicago Blackhawks | NHL         | 69  | 2.97 |      | 31  | 22  | 205  |      | 6  | 4140   |
| 1980–81                | Chicago Blackhawks | NHL         | 66  | 3.75 |      | 29  | 23  | 246  |      | 0  | 3935   |
| 1981–82                | Chicago Blackhawks | NHL         | 52  | 4.52 |      | 19  | 25  | 231  |      | 1  | 3069   |
| 1982–83                | Chicago Blackhawks | NHL         | 39  | 3.46 | 88,8 | 23  | 11  | 135  | 1068 | 1  | 2340   |
| 1983–84                | Chicago Blackhawks | NHL         | 18  | 4.82 | 85,9 | 5   | 10  | 88   | 534  | 1  | 1095   |
| NHL celkově            | NHL celkově        | NHL celkově | 886 | 2.92 |      | 423 | 306 | 2563 | 1602 | 76 | 52 585 |
| Konec hokejové kariéry |                    |             |     |      |      |     |     |      |      |    |        |

### Statistiky v play off
| 1969–70     | Chicago Blackhawks | NHL         | 8  | 3.38 |  | 4  | 4  | 27  |  | 0 | 480  |
| 1970–71     | Chicago Blackhawks | NHL         | 18 | 2.19 |  | 11 | 7  | 42  |  | 2 | 1151 |
| 1971–72     | Chicago Blackhawks | NHL         | 5  | 3.20 |  | 2  | 3  | 16  |  | 0 | 300  |
| 1972–73     | Chicago Blackhawks | NHL         | 15 | 3.08 |  | 10 | 5  | 46  |  | 1 | 895  |
| 1973–74     | Chicago Blackhawks | NHL         | 10 | 2.88 |  | 6  | 4  | 28  |  | 2 | 584  |
| 1974–75     | Chicago Blackhawks | NHL         | 8  | 4.32 |  | 3  | 5  | 34  |  | 0 | 472  |
| 1975–76     | Chicago Blackhawks | NHL         | 4  | 3.25 |  | 0  | 4  | 13  |  | 0 | 240  |
| 1976–77     | Chicago Blackhawks | NHL         | 2  | 3.00 |  | 0  | 2  | 6   |  | 0 | 120  |
| 1977–78     | Chicago Blackhawks | NHL         | 4  | 4.52 |  | 0  | 4  | 19  |  | 0 | 252  |
| 1978–79     | Chicago Blackhawks | NHL         | 4  | 3.46 |  | 0  | 4  | 14  |  | 0 | 243  |
| 1979–80     | Chicago Blackhawks | NHL         | 6  | 2.25 |  | 3  | 3  | 14  |  | 0 | 373  |
| 1980–81     | Chicago Blackhawks | NHL         | 3  | 4.19 |  | 0  | 3  | 15  |  | 0 | 215  |
| 1981–82     | Chicago Blackhawks | NHL         | 7  | 2.52 |  | 3  | 3  | 16  |  | 1 | 381  |
| 1982–83     | Chicago Blackhawks | NHL         | 5  | 3.47 |  | 3  | 2  | 18  |  | 0 | 311  |
| NHL celkově | NHL celkově        | NHL celkově | 99 | 3.07 |  | 45 | 53 | 308 |  | 6 | 6017 |

### Statistiky v reprezentaci
| 1972       | Kanada | Série století | 4 | 3.25 | 88,2 | 2 | 1 | 13 | 97  | 0 | 240 |
| MS 1977    | Kanada | MS            | ? | ?    | ?    | ? | ? | ?  | ?   | ? | ?   |
| 1981       | USA    | KP            | 5 | 3.80 | 87,2 | 2 | 3 | 19 | 129 | 0 | 300 |
| MS celkově |        |               |   |      |      |   |   |    |     |   |     |

## Individuální ocenění
- vítěz Stanley Cupu s Montrealem Canadiens (1969)
- Calder Memorial Trophy (1970)
- člen prvního All-Star týmu NHL (1970, 1972, 1980)
- člen druhého All-Star týmu NHL (1973, 1974)
- Vezina Trophy (1970, 1972, 1974)
- člen Hokejové síně slávy NHL (od roku 1988)

## Pozdější aktivity
Krátce pracoval jako generální manager v Pittsburgh Penguins, později několik let jako hlavní skaut Tampa Bay Lightning.

## Osobní život
Esposito měl se svojí ženou Marilyn 2 syny. Zemřel ve věku 78 let 10. srpna 2021 na rakovinu slinivky břišní.